# Lemon Grove
Lemon Grove – jednostka osadnicza w Stanach Zjednoczonych, w stanie Floryda, w hrabstwie Hardee.